# Diệp Vấn
Diệp Vấn (Tên tiếng Trung: 叶问, Tên tiếng Anh: Yip Man, Tên khai sinh: Diệp Kế Vấn; sinh ngày 1 tháng 10 năm 1893 mất ngày 1 tháng 12 năm 1972) là một nam võ sư nổi tiếng người Trung Quốc. Ông được xem là người có công lớn trong việc hình thành và quảng bá môn phái Vịnh Xuân quyền ở Hồng Kông. Một trong những đệ tử thành danh của ông là minh tinh màn bạc Lý Tiểu Long, người sau này đã góp phần đưa Vịnh Xuân quyền phát dương quang đại ra toàn lãnh thổ Châu Á.

## Tiểu sử
Diệp Vấn sinh ra trong một gia đình giàu có ở Phật Sơn tỉnh Quảng Đông. Cha ông là Diệp Lợi Đô và mẹ là Nguyên Lợi. Ông là người con thứ 3 trong gia đình 4 anh chị em, gồm có anh trai, chị gái và 1 em gái.
Diệp Vấn bắt đầu theo học Vịnh Xuân Quyền của sư phụ Trần Hoa Thuận từ năm lên 7. Vì sư phụ khi đó đã 70 tuổi nên Diệp Vấn là đệ tử cuối cùng của thầy. Do tuổi tác của Trần Hoa Thuận đã cao, Diệp Vấn chủ yếu học phần lớn các kỹ năng và kỹ thuật từ người đệ tử thứ hai của sư phụ là sư huynh Ngô Trọng Tố (吳仲素). Sư phụ Trần Hoa Thuận mất sau khi Diệp Vấn theo học được 3 năm và một trong những di nguyện của thầy là mong muốn Ngô Trọng Tố tiếp tục dạy dỗ Diệp Vấn.
Năm 16 tuổi, Diệp Vấn chuyển tới Hồng Kông với sự giúp đỡ của người họ hàng là Leung Fut-ting. Một năm sau, ông theo học tại trường trung học St. Stephen's College, Hong Kong dành cho con cái các gia đình giàu có và người nước ngoài sinh sống tại Hồng Kông.
Trong thời gian theo học, ông từng chứng kiến cảnh một cảnh sát ngoại quốc đánh một phụ nữ và ông đã can thiệp giúp người phụ nữ đó. Tay cảnh sát cố tấn công nhưng Diệp Vấn đã quật ngã hắn và chạy đến trường với bạn cùng lớp. Người bạn này sau đó đã kể lại chuyện này cho một người đàn ông lớn tuổi sống cùng tòa nhà. Người đàn ông sau đó đã đến gặp và hỏi về loại võ thuật mà Diệp Vấn đã luyện tập. Người đàn ông nói với Diệp Vấn rằng "các chiêu thức của anh không phải quá xuất sắc".
Ông ta thách đấu thuật dính tay (chi sao) còn Diệp Vấn nhận thấy đây là một cơ hội để chứng minh khả năng của mình giỏi nhưng đã bị người đàn ông đánh bại sau vài chiêu. Đối thủ của Diệp Vấn tiết lộ mình là Lương Bích là con trai của Lương Tán, sư huynh của Trần Hoa Thuận. Theo vai vế thì Diệp Vấn gọi Lương Bích là sư bá. Nhận thấy công phu Vịnh Xuân của mình vẫn còn nhiều khiếm khuyết, ông tiếp tục tập luyện hoàn thiện võ công với sự chỉ dẫn của Lương Bích.

## Sự nghiệp
Năm 24 tuổi, Diếp Vấn trở về quê hương Phật Sơn và trở thành một cảnh sát. Ông đã dạy Vịnh Xuân quyền cho các đệ tử, bạn bè và họ hàng dù không chính thức mở một võ đường. Một số đệ tử thành danh của ông giai đoạn này có Lạc Diêu, Chu Quang Dụ, Quách Phú, Luân Giai, Trần Chí Tân và Lã Ưng. Trong số đó, Chu Quang Dụ xem là người xuất sắc nhất, nhưng cuối cùng anh đi theo con đường kinh doanh và dừng luyện võ. Quách Phú và Luân Giai tiếp tục dạy võ và truyền bá Vịnh Xuân quyền ở Phật Sơn và vùng Quảng Đông. Trần Chí Tân và Lã Ưng sau này đến sống tại Hồng Kông và không nhận bất cứ một đệ tử nào.
Diệp Vấn đến sống với người đệ tự Quách Phú trong Thời Thế chiến thứ hai của quân Nhật Bản và chỉ quay lại Phật Sơn sau chiến tranh, tiếp tục công việc làm cảnh sát. Ông kết hôn với bà Trương Vĩnh Thành trong khoảng thời gian này.
Bất mãn với chính quyền bù nhìn do Nhật dựng lên, ông tham gia hoạt động tình báo bí mật cho chính phủ Quốc dân. Năm 1940, ông được cử đi học tại Học viện huấn luyện Quý Châu, sau khi tốt nghiệp, trở về Phật Sơn tham gia tổ tình báo tại đây, thăng dần lên chức trưởng thẩm sát phòng vụ Quảng Châu khi chiến tranh chấm dứt.
Do gia trang bị tịch thu, hoạt động kinh doanh của gia đình cũng không thuận lợi, khoảng từ 1943 đến 1945, do hoàn cảnh sinh kế, Diệp Vấn nhận lời dạy Vịnh Xuân quyền cho gia đình cha con phú thương Chu Vũ Canh - Chu Thanh Tuyền, với võ quán Liên Xướng. Tại đây, ông cũng dạy Vịnh Xuân cho các nhân viên tổ công tác tại Phật Sơn. Thời gian này, giáo trình truyền thụ của ông tuân thủ giáo trình của sư phụ Trần Hoa Thuận, gồm Tiểu niệm đầu khai thủ, Ly thủ, Tản thức cập trang quyền. Giáo trình này còn được gọi là Vịnh Xuân quyền Trần Hoa Thuận.
Năm 1945, chiến tranh kết thúc, võ quán Liên Xướng cũng ngừng hoạt động. Diệp Vấn tiếp tục tham gia công tác cảnh sát tại địa phương, thăng dần lên chức đội trưởng cảnh sát Bộ tư lệnh Khu Nam Quảng Châu với hàm Thượng hiệu.

## Di cư đến Hồng Kông
Khi đội quân Cộng sản của Mao Trạch Đông chiếm quyền kiểm soát Hoa lục, do quá trình công tác cho chính phủ Quốc dân, Diệp Vấn lo ngại những liên lụy có thể xảy ra với gia đình mình, vì vậy ông cùng một số thân gia quyến di tản đến Áo Môn, sau chuyển về Hồng Kông. Đồng thời ông cũng cải đổi thân phận, đổi tên thành Diệp Dật (葉溢), đổi năm sinh thành 1893, để tránh liên lụy đến thân nhân còn ở lại Phật Sơn.
Diệp Vấn đến Hồng Kông vào cuối năm 1949 vì là một sĩ quan của Quốc Dân Đảng sau khi Đảng Cộng sản Trung Quốc giành chiến thắng trong cuộc Nội chiến Trung Quốc./
Do hầu hết cơ sở gia tộc đều bỏ lại ở Phật Sơn, Diệp Vấn lấy việc dạy Vịnh Xuân làm sinh kế. Năm 1950, được sự giúp đỡ của bạn hữu, ông dạy võ trong một cơ sở của Tổng hội công chức Hương Cảng Cửu Long Phạn Điếm tại ngõ Đại Nam, phố Thâm Thủy. Năm 1952, ông dời võ quán về ngõ Hải Đàn, cùng phố Thâm Thủy. Đến năm 1955, võ quán một lần nữa phải di dời đến ngõ Lợi Đạt, khu Du Ma Địa.

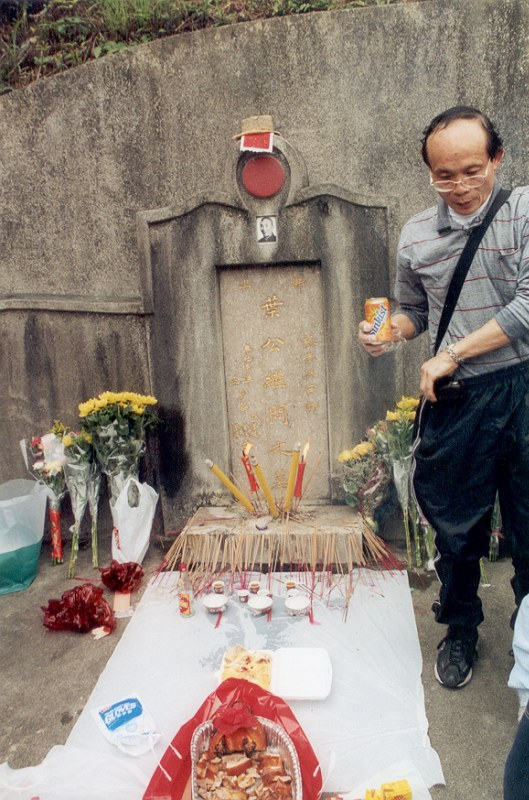
Ngôi mộ của Diệp Vấn tại nghĩa trang công cộng Wo Hop Shek, Hồng Kông

Thời kỳ khởi sự, võ quán của Diệp rất khó khăn mượn tạm cơ sở của Tổng hội, thường xuyên phải di dời và ít người theo học. Tuy nhiên, uy tín của Diệp dần tăng lên bởi những lần giao đấu của chính Diệp với hoặc các đệ tử với các tay anh chị cảng Cửu Long hoặc với các võ sư khác đến so tài.
Cũng như sư bá Lương Bích, Diệp cũng là một người có quan điểm cởi mở trong việc tiếp thu và truyền dạy Vịnh Xuân. Ông thường xuyên học hỏi, cải tiến và hệ thống một cách khoa học các kỹ thuật của Vịnh Xuân. Ngay trong phương pháp giảng dạy, ông cũng tùy theo khí chất riêng của từng đệ tử để truyền dạy, nguyên tắc chung nhất, nhưng chi tiết có những dị biệt để phù hợp từng người. Đây cũng chính là lý do vì sao các hệ phái Vịnh Xuân Hồng Kông tuy cùng một thầy nhưng vẫn khác nhau về phương pháp tập luyện.
Năm 1967, Diệp cùng các đại đệ tử của mình thành lập Hội Thể dục Vịnh Xuân quyền Hồng Kông (香港詠春拳體育會). Đệ tử sau đó của ông có một con số kỉ lục: 2 triệu người.
Ngày 2 tháng 12 năm 1972, ông mất tại đơn vị của ông ở số 149, phố Tung Choi Vượng Giác, Cửu Long vì căn bệnh ung thư thanh quản, 7 tháng trước cái chết của Lý Tiểu Long, học trò nổi tiếng nhất của ông. Diệp Vấn đã qua đời dưới sự tiếc thương của rất nhiều người. Sau này những người được ông truyền dạy đã tiếp bước ông gây dựng lên Vịnh Xuân Hồng Kông hay Diệp Vấn Vịnh Xuân Quyền. Đệ tử nổi tiếng của ông là Lý Tiểu Long cũng là một cao thủ. Ngoài ra sư huynh của ông là Nguyễn Tế Công sư tổ Vịnh Xuân Quyền Việt Nam. Diệp Vấn được đánh giá là một trong số ít những cao thủ Vịnh Xuân Quyền có ảnh hưởng lớn tới môn phái.

## Phim

### Những bộ phim tái hiện lại cuộc đời củaVõ sưDiệp Vấn:

#### Điện ảnh
- Phim 2008, phim 2010, phim 2015, phim 2019: đều do Chân Tử Đan thủ vai Diệp Vấn
- Diệp Vấn tiền truyện (phim 2010): Đỗ Vũ Hàng
- Nhất đại tông sư (phim 2013): Lương Triều Vỹ
- Diệp Vấn: Trận chiến cuối cùng (phim 2013): Huỳnh Thu Sinh
- Diệp Vấn ngoại truyện: Trương Thiên Chí (phim 2018)
- Diệp Vấn tông sư (phim 2019): Đỗ Vũ Hàng

#### Truyền hình
- Diệp Vấn (phim truyền hình 2013): Trịnh Gia Dĩnh